# 姚延啓
姚延啟（？—？），字季迪，號敬輿，浙江烏程（今湖州市）人，清朝政治人物，同進士出身。

## 生平
明崇禎十五年（1642年）以監生中式壬午科順天鄉試舉人。清順治六年（1649年）與弟姚延著同登己丑科進士。順治十三年（1656年）任工科給事中。順治十四年（1657年）任戶科右給事中。順治十五年（1658年）任戶科左給事中。次年改工科都給事中。